# 바슈랭 프리부르주아
바슈랭 프리부르주아(프랑스어: vacherin fribourgeois→프리부르 바슈랭)는 스위스의 프리부르주에서 생산되는 바슈랭 치즈이다.

## 같이 보기
- 바슈랭 데 보주
- 바슈랭 몽도르